# Juan Ignacio Cavallaro
Juan Ignacio Cavallaro (Paraná, 28 juni 1994) is een Argentijnse voetballer die doorgaans als aanvaller speelt. Hij verruilde 
Unión de Santa Fe in juli 2013 voor San Lorenzo.

## Carrière
Cavallaro leerde voetballen op de voetbalschool Claudio Marangoni in Paraná. Op elfjarige leeftijd maakte hij de overstap naar de jeugd van Unión de Santa Fe, waar hij samenwerkte met jeugdcoach Nicolás Frutos. In 2011 werd hij samen met een ploegmaat door Frutos uitgekozen om een stage te volgen bij diens ex-club RSC Anderlecht. In het seizoen 2011/12 maakte Cavallaro zijn debuut in het eerste elftal. Op 7 april 2013 debuteerde hij in de Clausura (het slottoernooi) van de Primera División tegen Banfield. Cavallero werd na een uur vervangen door Fabricio Núñez. In zijn volgende wedstrijd, tegen Arsenal, maakte de zeventienjarige Cavallaro zijn eerste doelpunt. Nadien kwam hij nog vijf keer in actie tijdens de Clausura. In het daaropvolgende seizoen werd de aanvallende middenvelder een vaste waarde.

## Interlandcarrière
Cavallaro was een Argentijns jeugdinternational. Op 14 augustus 2012 maakte hij tegen Duitsland –21 zijn debuut in het Argentijns beloftenelftal. Argentinië verloor met 6–1, Cavallaro mocht na 71 minuten invallen voor Matías Kranevitter.
In 2013 nam hij met Argentinië onder 20 jaar deel aan het Zuid-Amerikaans kampioenschap –20, in eigen land. Argentinië overleefde de groepsfase niet. Cavallaro kwam tijdens het toernooi twee keer in actie.
2 Angeleri ·
3 Senesi ·
4 Rodríguez ·
5 Mercier ·
6 Caruzzo ·
7 Mussis ·
8 Gudiño ·
9 Blandi ·
10 Romagnoli ·
11 Viola ·
12 Torrico ·
14 Castro ·
15 Reniero ·
16 Belluschi ·
17 Díaz ·
19 Botta ·
22 Navarro ·
23 Berterame ·
24 Cavallaro ·
25 Devecchi ·
26 Piris Da Motta ·
27 Rojas ·
28 Barrios ·
29 Salazar ·
31 Quignon ·
32 Coloccini ·
34 Moyano ·
35 Conechny ·
36 Merlini ·
40 Acevedo ·
Coach: Biaggio